# ایوار یاکوبسن
ایوار یاکوبسن (انگلیسی: Ivar Jakobsen؛ زادهٔ ۵ ژانویهٔ ۱۹۵۴) دوچرخه‌سوار اهل دانمارک است.